# Arondismentul Laval
Arondismentul Laval (în franceză Arrondissement de Laval) este un arondisment din departamentul Mayenne, regiunea Pays de la Loire, Franța.

## Subdiviziuni

### Cantoane
- Cantonul Argentré
- Cantonul Chailland
- Cantonul Évron
- Cantonul Laval-Est
- Cantonul Laval-Nord-Est
- Cantonul Laval-Nord-Ouest
- Cantonul Laval-Saint-Nicolas
- Cantonul Laval-Sud-Ouest
- Cantonul Loiron
- Cantonul Meslay-du-Maine
- Cantonul Montsûrs
- Cantonul Sainte-Suzanne
- Cantonul Saint-Berthevin

### Comune
| 1. Ahuillé (53001)                    | 2. Andouillé (53005)                | 3. Argentré (53007)                    | 4. Arquenay (53009)                    |
| 5. Assé-le-Bérenger (53010)           | 6. Astillé (53011)                  | 7. La Baconnière (53015)               | 8. Bannes (53019)                      |
| 9. La Bazouge-de-Chemeré (53022)      | 10. Bazougers (53025)               | 11. Beaulieu-sur-Oudon (53026)         | 12. Le Bignon-du-Maine (53030)         |
| 13. La Bigottière (53031)             | 14. Blandouet (53032)               | 15. Bonchamp-lès-Laval (53034)         | 16. Le Bourgneuf-la-Forêt (53039)      |
| 17. Bourgon (53040)                   | 18. Brée (53043)                    | 19. La Brûlatte (53045)                | 20. Chailland (53048)                  |
| 21. Chammes (53050)                   | 22. Changé (53054)                  | 23. La Chapelle-Anthenaise (53056)     | 24. La Chapelle-Rainsouin (53059)      |
| 25. Châlons-du-Maine (53049)          | 26. Châtres-la-Forêt (53065)        | 27. Chémeré-le-Roi (53067)             | 28. Cossé-en-Champagne (53076)         |
| 29. Courbeveille (53082)              | 30. La Croixille (53086)            | 31. La Cropte (53087)                  | 32. Deux-Évailles (53092)              |
| 33. Entrammes (53094)                 | 34. Forcé (53099)                   | 35. Le Genest-Saint-Isle (53103)       | 36. Gesnes (53105)                     |
| 37. La Gravelle (53108)               | 38. L'Huisserie (53119)             | 39. Juvigné (53123)                    | 40. Launay-Villiers (53129)            |
| 41. Laval (53130)                     | 42. Livet (53134)                   | 43. Loiron (53137)                     | 44. Louverné (53140)                   |
| 45. Louvigné (53141)                  | 46. Maisoncelles-du-Maine (53143)   | 47. Meslay-du-Maine (53152)            | 48. Montflours (53156)                 |
| 49. Montigné-le-Brillant (53157)      | 50. Montjean (53158)                | 51. Montourtier (53159)                | 52. Montsûrs (53161)                   |
| 53. Mézangers (53153)                 | 54. Neau (53163)                    | 55. Nuillé-sur-Vicoin (53168)          | 56. Olivet (53169)                     |
| 57. Parné-sur-Roc (53175)             | 58. Port-Brillet (53182)            | 59. Ruillé-le-Gravelais (53194)        | 60. Saint-Berthevin (53201)            |
| 61. Saint-Christophe-du-Luat (53207)  | 62. Saint-Cyr-le-Gravelais (53209)  | 63. Saint-Céneré (53205)               | 64. Saint-Denis-du-Maine (53212)       |
| 65. Saint-Georges-le-Fléchard (53220) | 66. Saint-Georges-sur-Erve (53221)  | 67. Saint-Germain-le-Fouilloux (53224) | 68. Saint-Germain-le-Guillaume (53225) |
| 69. Saint-Hilaire-du-Maine (53226)    | 70. Saint-Jean-sur-Erve (53228)     | 71. Saint-Jean-sur-Mayenne (53229)     | 72. Saint-Léger (53232)                |
| 73. Saint-Ouën-des-Toits (53243)      | 74. Saint-Ouën-des-Vallons (53244)  | 75. Saint-Pierre-des-Landes (53245)    | 76. Saint-Pierre-la-Cour (53247)       |
| 77. Saint-Pierre-sur-Erve (53248)     | 78. Sainte-Gemmes-le-Robert (53218) | 79. Sainte-Suzanne (53255)             | 80. Saulges (53257)                    |
| 81. Soulgé-sur-Ouette (53262)         | 82. Thorigné-en-Charnie (53264)     | 83. Torcé-Viviers-en-Charnie (53265)   | 84. Vaiges (53267)                     |
| 85. Vimarcé (53274)                   | 86. Voutré (53276)                  | 87. Épineux-le-Seguin (53095)          | 88. Évron (53097)                      |